# Église Saint-Césaire d'Arles
Ne doit pas être confondu avec Abbaye Saint-Césaire.
L'église Saint-Césaire, à Arles, est de nos jours la seule paroisse encore consacrée du quartier de la Roquette. C'est en fait l'ancienne église conventuelle des Grands Augustins, désaffectée et vendue comme bien national à la Révolution, rachetée et rendue au culte sous ce nouveau vocable après le Concordat. Elle est sise au centre du quartier, place Saint-Césaire, entre les rues de la Roquette au nord-ouest, Théophile-Rives au sud-ouest et Parade au nord-est. Elle est inscrite en tant que monument historique depuis le 19 mars 2014.

## Histoire
Les Grands Augustins établirent un couvent à Arles dès 1258 mais l'église actuelle et le cloître attenant ont été commencés vers 1450, la chapelle Saint-Joseph ayant été achevée et consacrée en 1479 d'après sa plaque commémorative en pierre, inscrite au titre objet des monuments historiques depuis le 29 octobre 1997. L'ensemble connut de nombreuses modifications au cours des siècles : agrandissements en 1492 et 1511, disparition de la travée la plus occidentale avec ses deux chapelles latérales consécutive à un incendie en 1627 et donc érection d'une nouvelle façade ouest très dépouillée en 1628, elle-même modifiée avec un décor néo-flamboyant au XIXe siècle. Après la restauration de l'église incendiée, une nouvelle consécration sous le double vocable de la sainte Vierge et de saint Augustin fut présidée en 1628 par l'archevêque d'Arles Gaspard du Laurens.
Jusqu'à la Révolution le bourg-vieux, ancien nom du quartier de la Roquette, était divisé en deux paroisses : Sainte Croix et Saint Laurent où vivait une population assez pauvre composée surtout de mariniers, pêcheurs et cultivateurs. A la Révolution les deux églises paroissiales et le couvent des Grands Augustins furent vendus comme biens nationaux. Lorsque le rétablissement du culte fut autorisé, la municipalité racheta en juillet 1826 l'église conventuelle qui fut érigée en paroisse le 24 septembre 1826 par l'archevêque d'Aix-en-Provence, d'Arles et d'Embrun, monseigneur Pierre-Ferdinand de Bausset-Roquefort, sous le vocable de saint Césaire, évêque d'Arles de 502 à 543.
En 1843, construction de la sacristie actuelle et, en 1885, modification du chœur entraînant la disparition du presbyterium érigé en 1643.
Actuellement y sont célébrées une messe hebdomadaire le jeudi à 8 h 30 et la messe de minuit des bergers. Elle sert également de lieu culturel : expositions temporaires et plus rarement concerts. L’église est actuellement fermée pour travaux à la suite de la chute de pierres de l’une des voûtes intérieures.

## Description
De style gothique méridional, elle possède une nef désormais à quatre travées voutées sur croisée d'ogives et flanquée de collatéraux divisés en chapelles indépendantes. Il n'y a pas de véritable transept mais, après l'arc triomphal, un avant-chœur, couvert d'une coupole octogonale à lanternon (PHOTO) datant de la campagne de travaux consécutive à l'incendie de 1627, où se trouve le maître-autel, et derrière, le chœur proprement dit, étroit et vouté en plein cintre, résultat de modifications du début du XIXe siècle.
À l'extérieur, sur la façade ouest, on peut encore apercevoir, de part et d'autre du portail, les vestiges d'implantation des chapelles latérales de la travée détruite. Attenantes au sud de l'église, subsistent la galerie occidentale et une petite moitié de la galerie nord du cloître, incluses dans les bâtiments de l'école maternelle Jean-Buon (PHOTO).

## Intérieur et mobilier

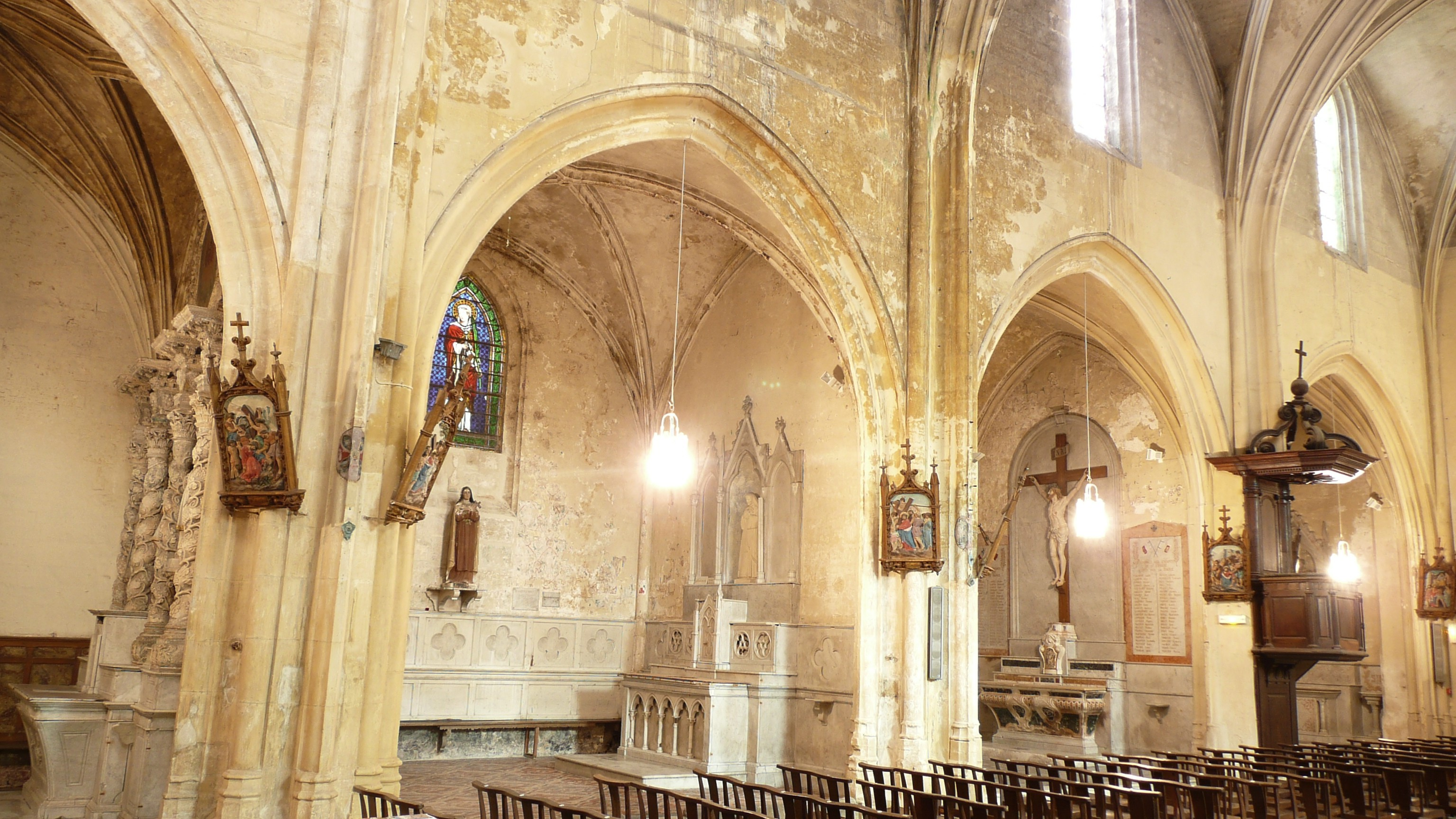
Côté nord.
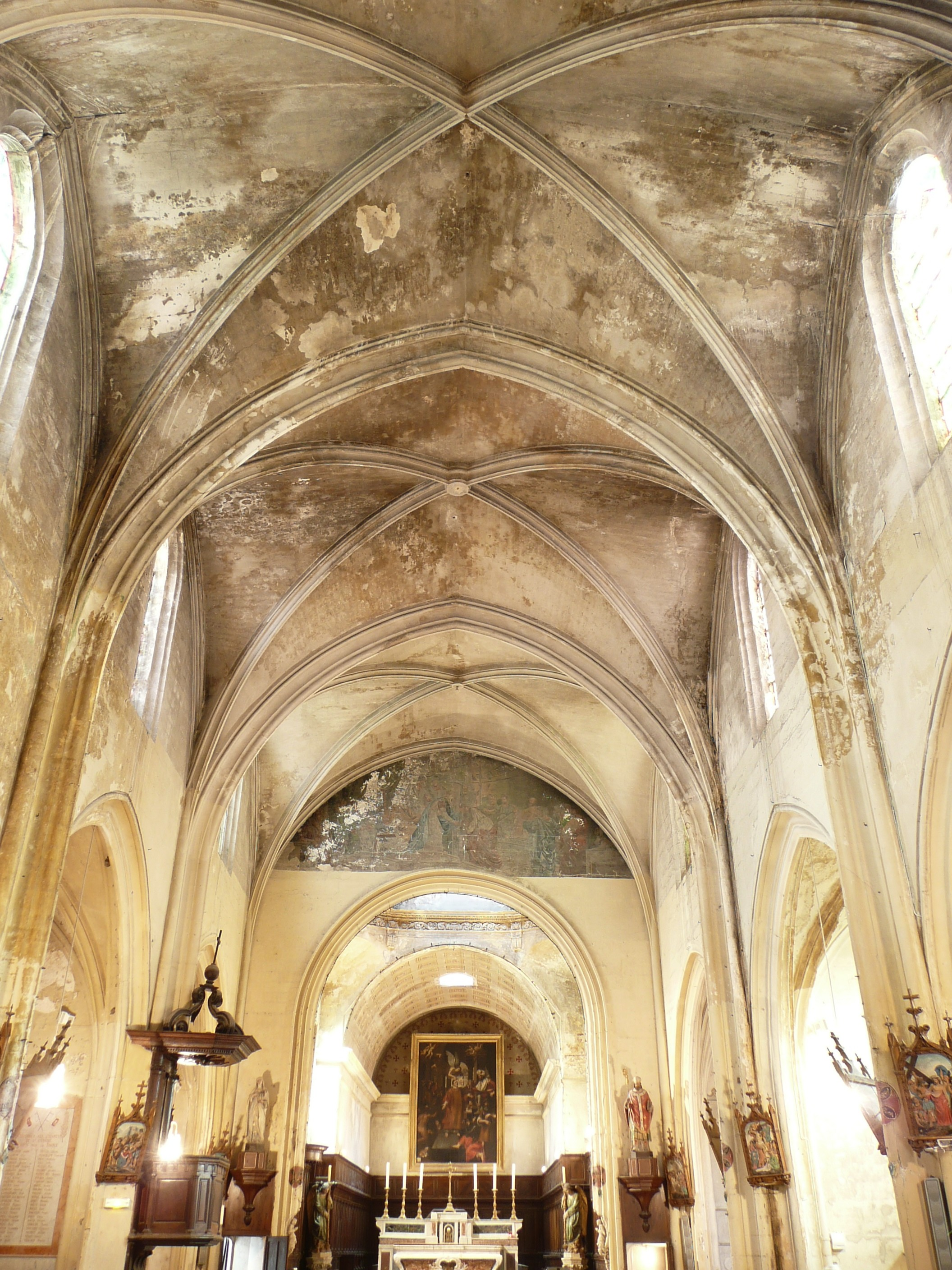
Nef.
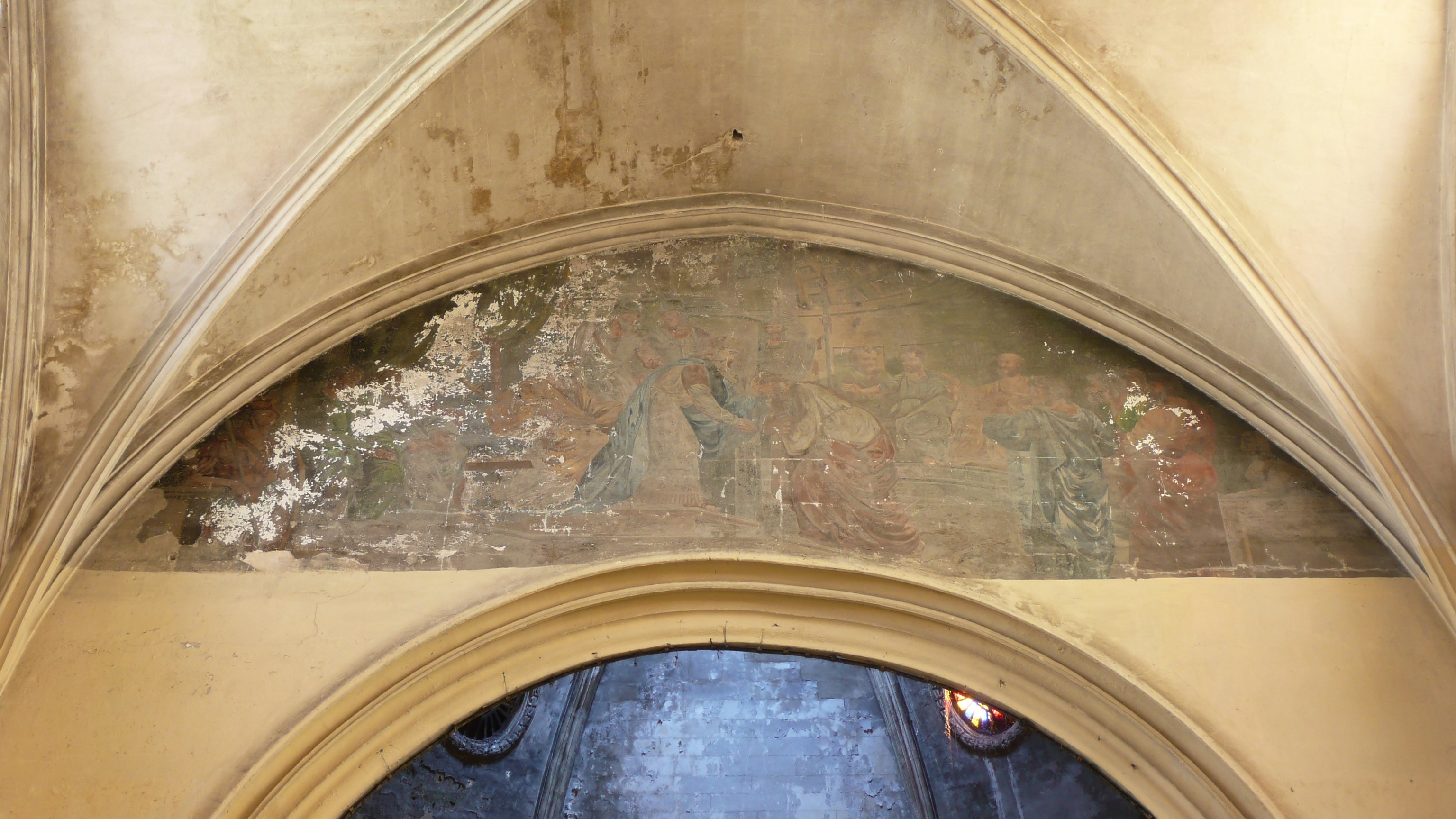
Fresque de l'arc triomphal.
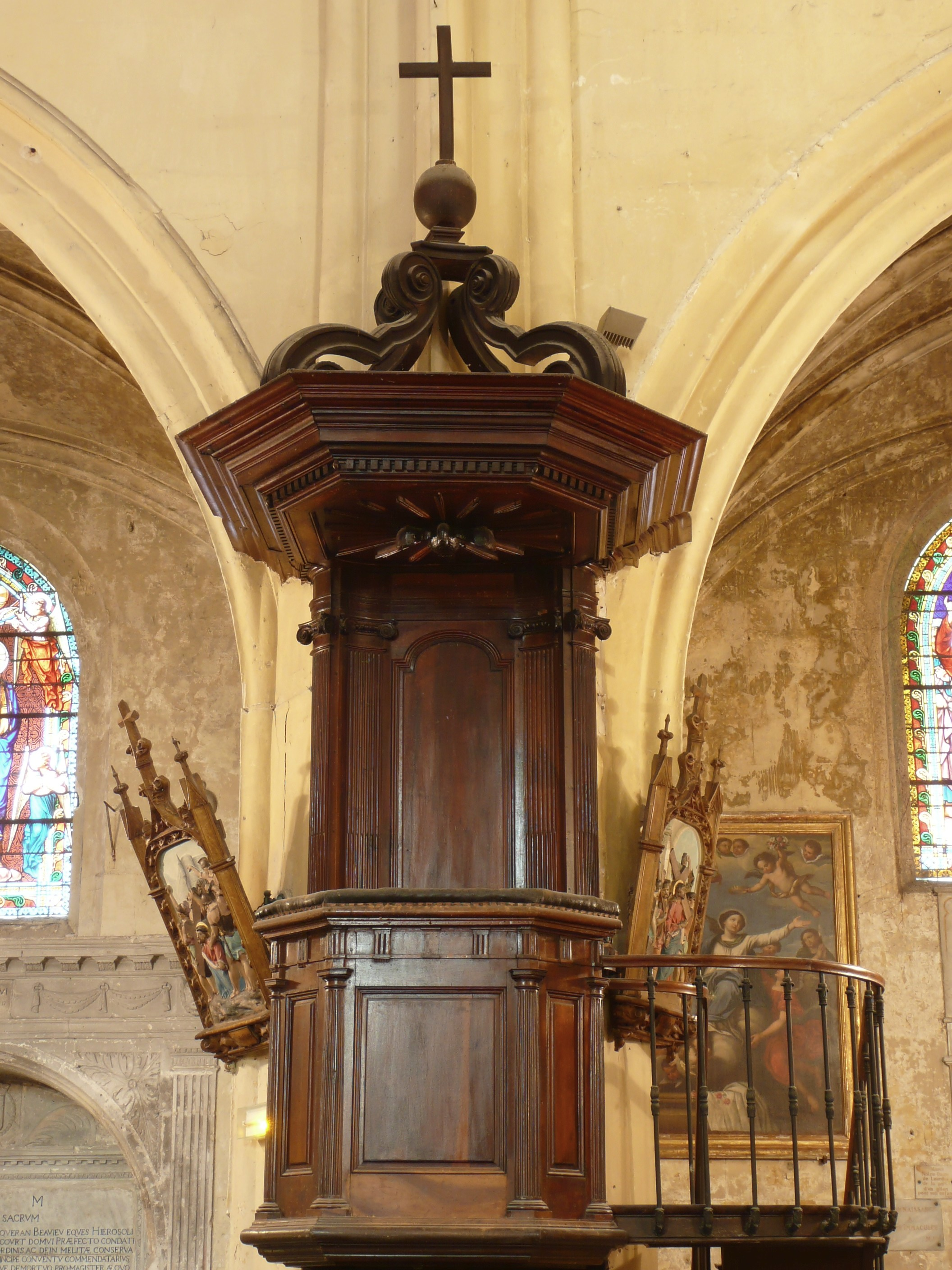
Chaire.
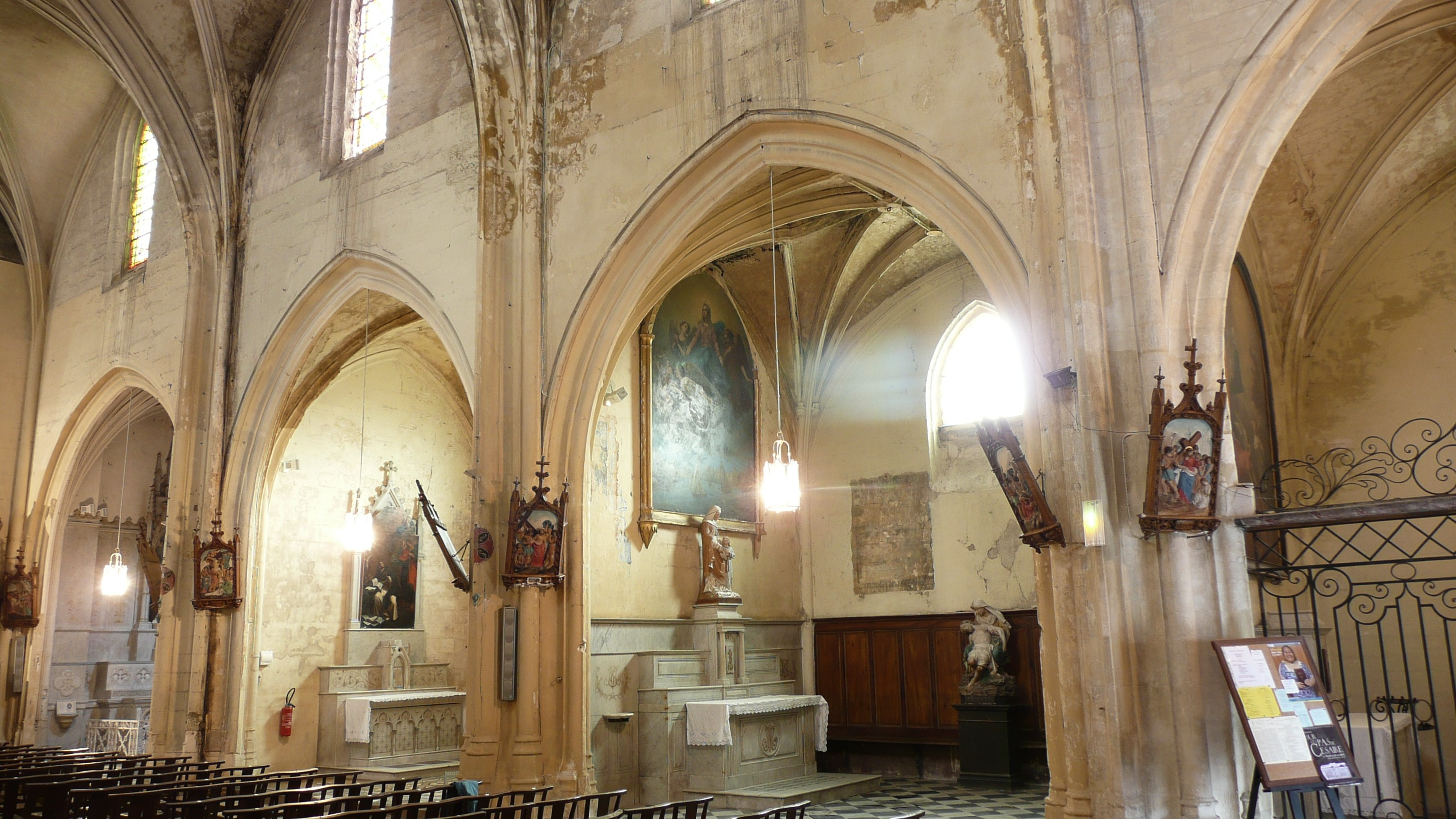
Côté sud.
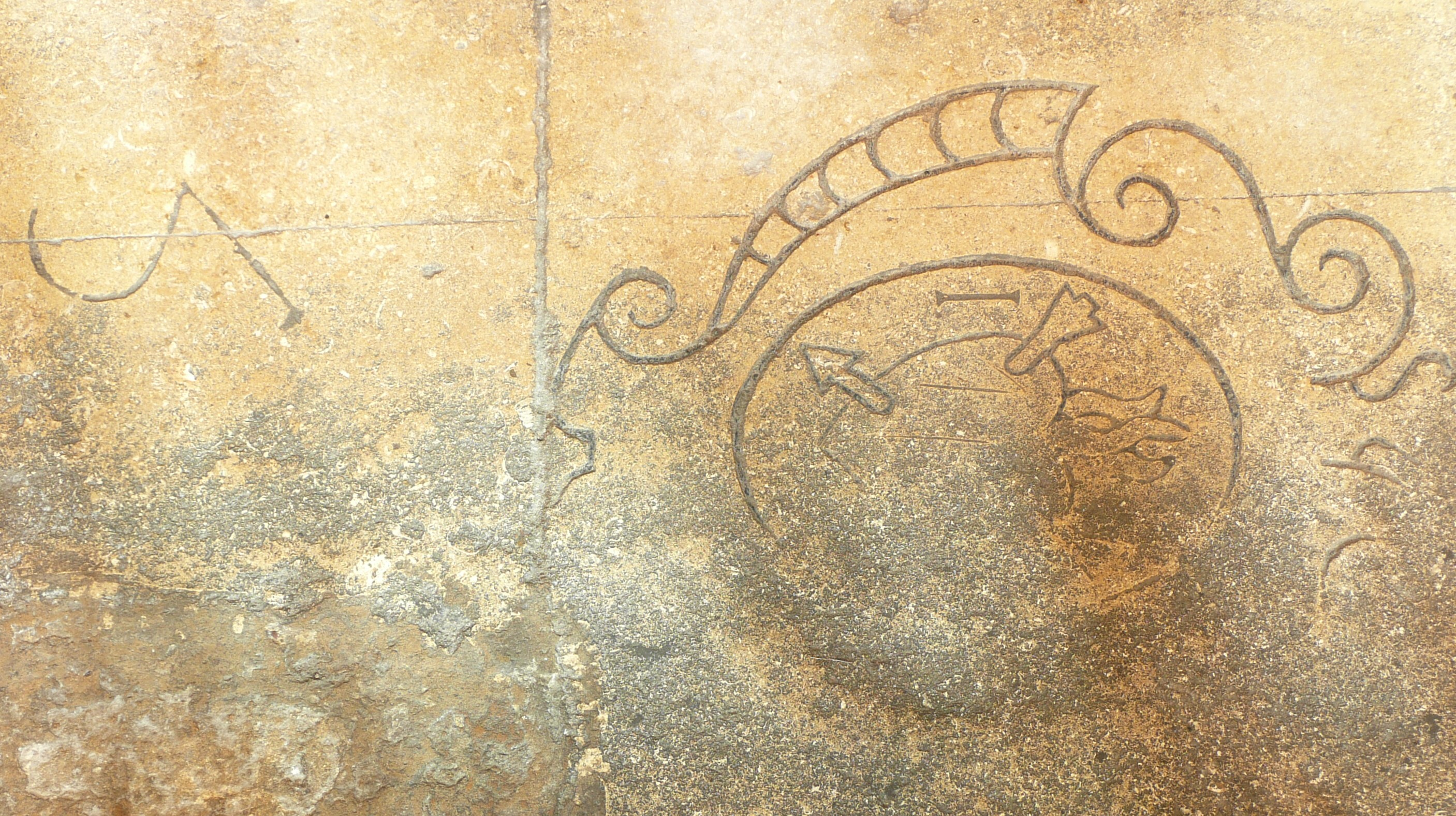
Blasons.
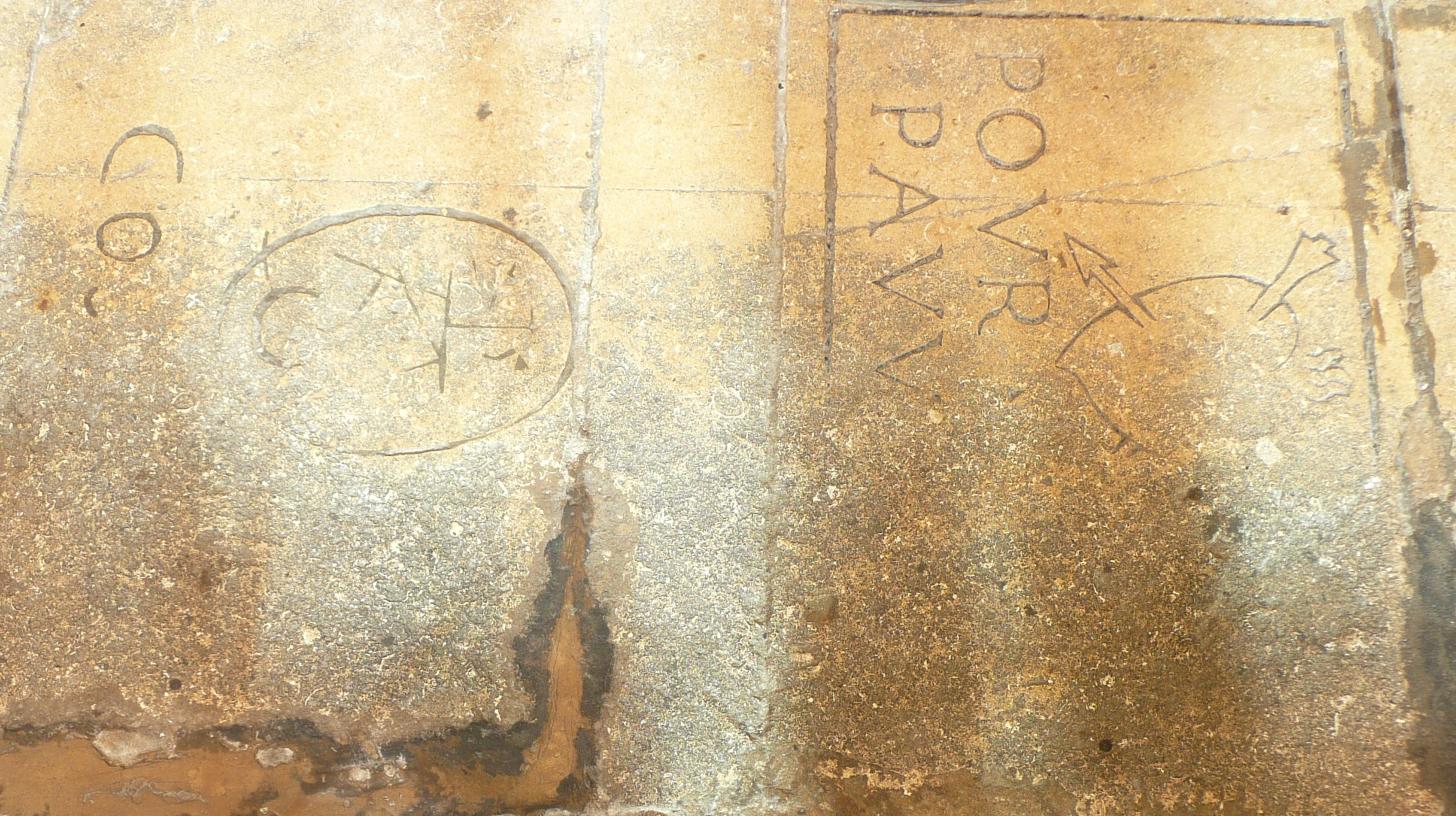
Épitaphes.
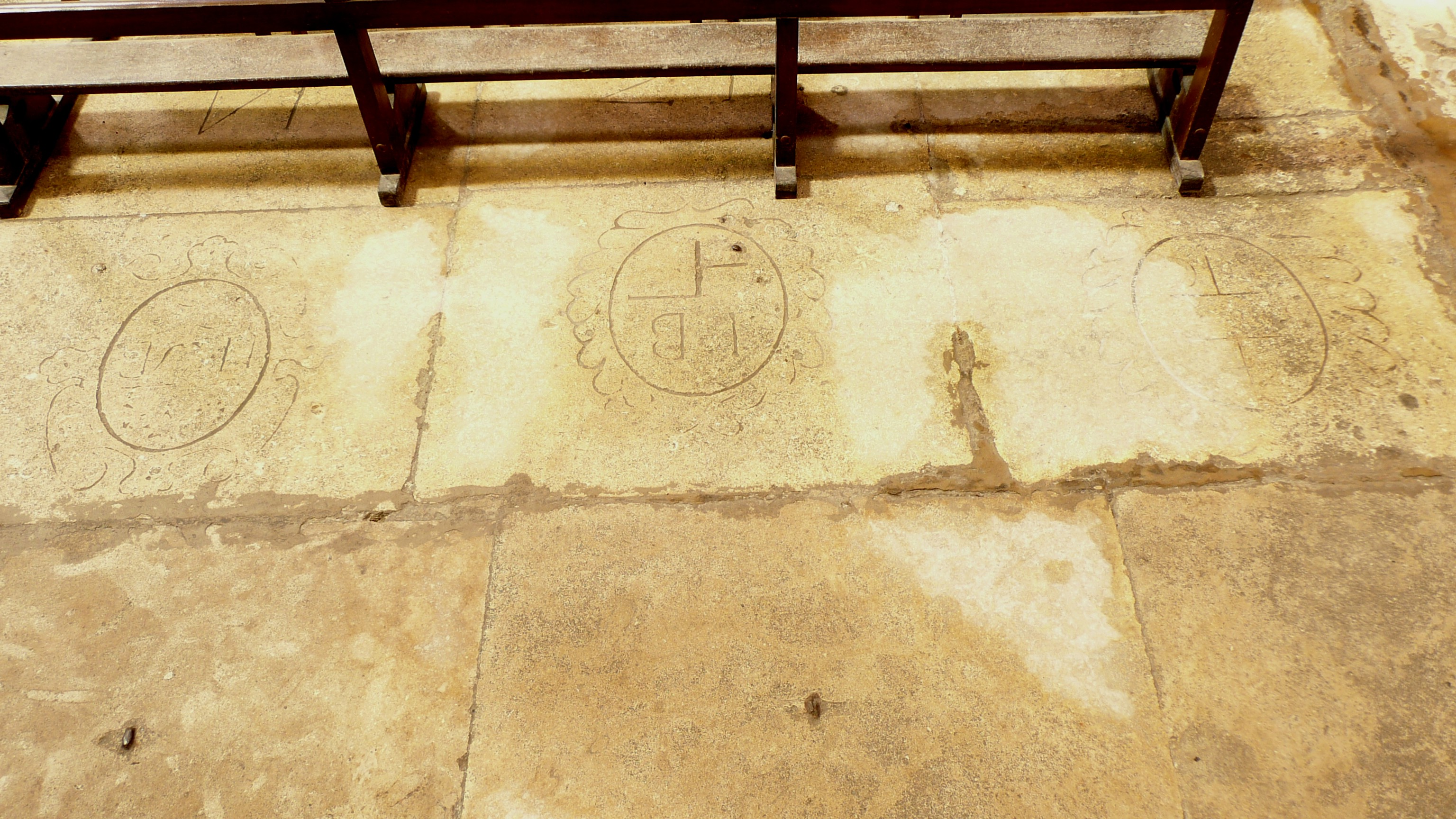
Blasons.

Saint-Césaire est la seule église arlésienne à avoir conservé intégralement son dallage d'origine qui présente dans l'allée centrale et les allées latérales, bien que très usés, des blasons et des épitaphes gravés. Son mobilier, en partie dispersé à la Révolution, a été reconstitué avec des éléments provenant des paroisses de mariniers délaissées Saint-Laurent et Sainte-Croix, d'où les thèmes iconographiques caractéristiques : saint Pierre, Vierge des mariniers, N.-D.de Bon Voyage, saint Nicolas, saint Clément.
Si on parcourt les côtés de la nef dans le sens des aiguilles d'une montre, on trouve successivement:
- la chapelle Saint-Joseph où se trouvent, à l'ouest les fonts baptismaux surplombés par un retable en pierre figurant le baptême du Christ (PHOTO), et à l'est, beaucoup plus ancien, un retable également en pierre (PHOTO) du XVIIe siècle, classé au titre objet des monuments historiques depuis le 11 janvier 1982[6], mais dont les trois statues sont beaucoup plus récentes ;

- la chapelle Sainte-Térèse-de-l'Enfant-Jésus avec une toile attribuée[4] à Jean-Baptiste Marie Fouque, Saint Césaire au chevet du préfet de Ravenne (PHOTO), inscrite au titre objet des monuments historiques depuis le 29 octobre 1997[7] ;

- la chapelle du Sacré-Cœur est la plus richement dotée avec, à l'ouest une inscription gravée dans la pierre (Photo) authentifiant la fondation en 1638 d'une messe perpétuelle au bénéfice d'Honoré Quiqueran de Beaujeu, chevalier de l'ordre de Saint-Jean de Jérusalem, commandeur des commanderies de Saint Pierre de Salliers et de Condat, prieur de Saint-Gilles, conseiller du roi en ses conseils d'État et privé, dont le tombeau sis sur le mur nord renferme le cœur (Photo), son corps étant inhumé dans la chapelle Saint-Jean du grand prieuré de l'ordre de Malte, aujourd'hui siège du musée Réattu ; en face, à l'est, autel en marbre polychrome surmonté d'un grand crucifix (Photo) et dans l'angle nord-ouest une statue polychrome de St Nicolas (Photo);

- une chaire à prêcher en bois ciré du XVIIIe siècle, inscrite au titre objet des monuments historiques depuis le 30 mars 1981[8];

- la chapelle Saint Pierre avec un tableau anonyme du XVIIe siècle représentant le Couronnement de la Vierge (Photo), inscrit au titre objet des monuments historiques depuis le 30 mars 1981[9];

- le chœur, orné de lambris de revêtement en noyer datant du XVIIIe siècle, inscrits au titre objet des monuments historiques depuis le 30 mars 1981[10], avec dans le fond un grand tableau, autrefois placé dans le retable du maître-autel de l'église Saint-Laurent et représentant le Martyre de Saint Laurent, peint en 1638 par Trophime Bigot, classé au titre objet des monuments historiques depuis le 24 juin 1964[11] ; on y trouve également un maître-autel en marbre polychrome (Photo) du XVIIIe siècle, inscrit au titre objet des monuments historiques depuis le 29 octobre 1997[12] et trois sièges de célébrants peints en blanc (Photo), inscrits au titre objet des monuments historiques depuis le 30 mars 1981[13] ;

- la chapelle de la Vierge avec une belle fresque (Photo), malheureusement assez dégradée, et une toile anonyme du XVIIe siècle : Vierge de Miséricorde (Photo), classée au titre objet des monuments historiques depuis le 10 juin 1998[14] ; s'y trouve également, au sol, la tombe de sœur Isabellet (Photo), carmélite, dite «la petite sainte de la Roquette», décédée le 22 juin 1826[4];

- la chapelle Saint-Antoine-de-Padoue avec une toile anonyme du XVIIe siècle : St Thomas d'Aquin écrivant sous l'inspiration des saints Pierre et Paul (Photo), classée au titre objet des monuments historiques depuis le 10 juin 1998[15] et une autre représentant saint Nicolas (Photo), inscrite au titre objet des monuments historiques depuis le 30 mars 1981[16];

- la chapelle Sainte-Anne possédant deux toiles évoquant Notre-Dame de Bon Voyage, une à l'est attribuée[4] à Jean-Baptiste Marie Fouque et montrant dans son registre inférieur le port d'Arles vu de Trinquetaille (Photo), classée au titre objet des monuments historiques depuis le 11 janvier 1982[17], l'autre à l'ouest, ex-voto de 1816 avec la Vierge entourée à sa droite de saint Nicolas et à sa gauche de saint Roch (Photo), inscrite au titre objet des monuments historiques depuis le 30 mars 1981[18];

- la chapelle des Âmes-du-Purgatoire, protégée par une élégante clôture en fer forgé (Photo) du XVIIIe siècle, classée au titre objet des monuments historiques depuis le 11 janvier 1982[19], renferme une toile de Jean-Baptiste Marie Fouque : Le Purgatoire, 1863, inscrite au titre objet des monuments historiques depuis le 30 mars 1981[20] et un groupe en carton-pierre polychrome : Les saintes Maries Jacobé et Salomé dans leur barque (Photo), inscrit au titre objet des monuments historiques depuis le 29 octobre 1997[21].

Dans le mur oriental de la chapelle Saint-Pierre s'ouvre, près du chœur, une petite porte donnant accès à un petit vestibule précédant une porte d'issue sur l'extérieur (Photo). Au revers et au-dessus de cette porte se trouve une statue en pierre de saint Clément appuyé sur son ancre (Photo), fin XVIIe siècle ou début XVIIIe siècle, inscrite au titre objet des monuments historiques depuis le 29 octobre 1997.
Des vitraux installés au XIXe siècle, quatre sont encore présents dont deux signés : Charles Guilbert d'Anelle, Avignon, 1875.

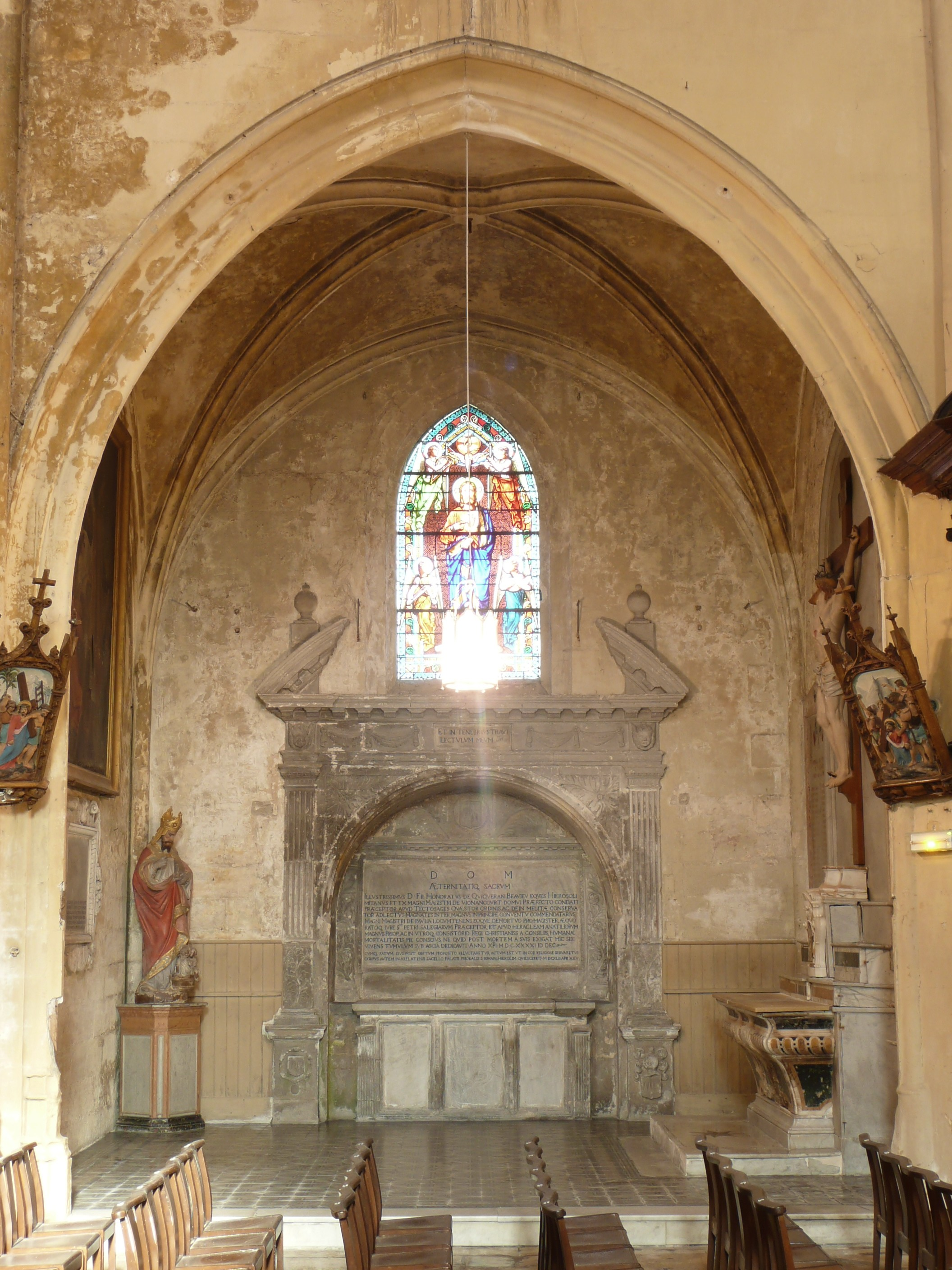
Chapelle du Sacré-Cœur.
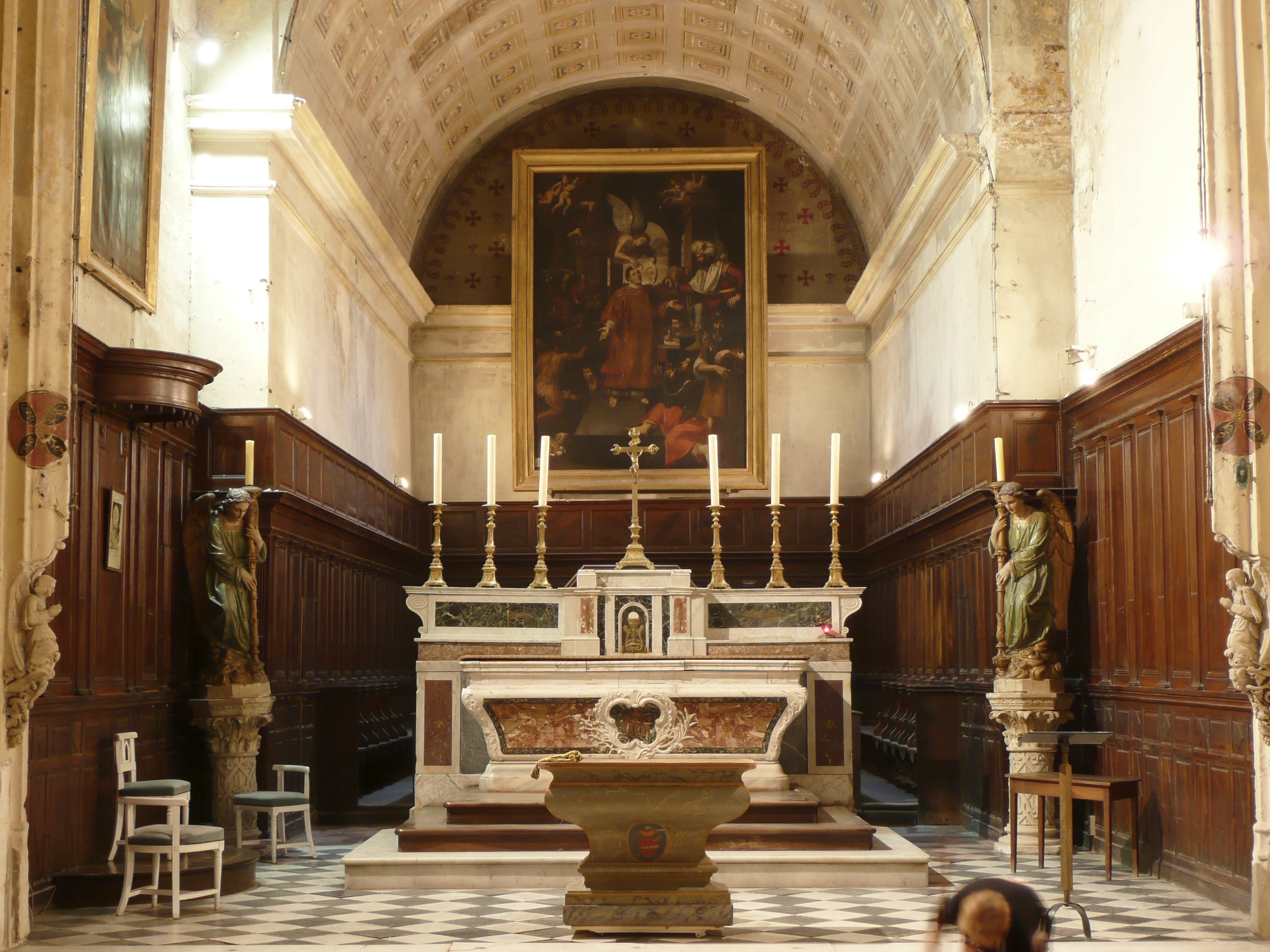
Chœur.
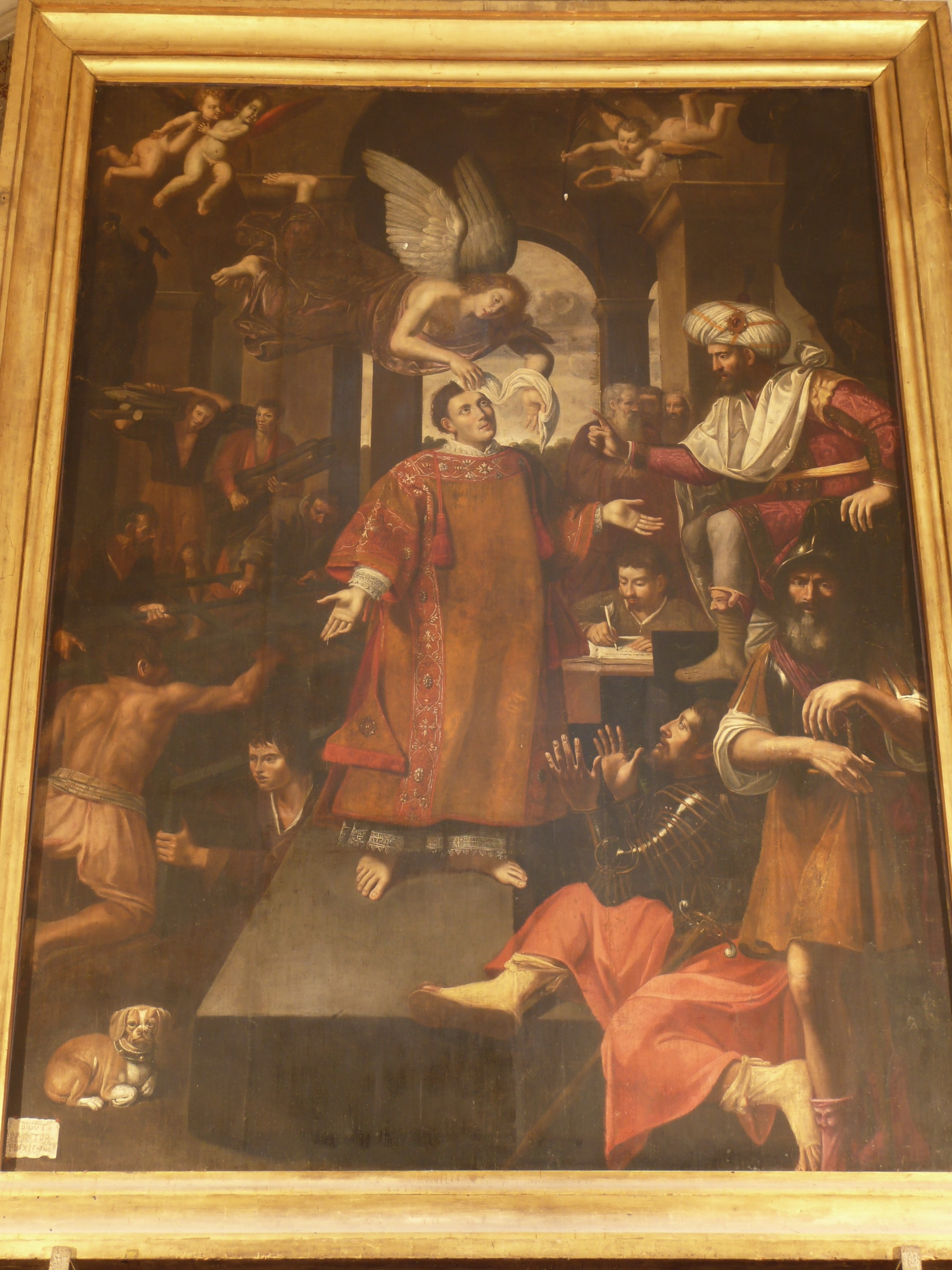
Martyre de saint Laurent.
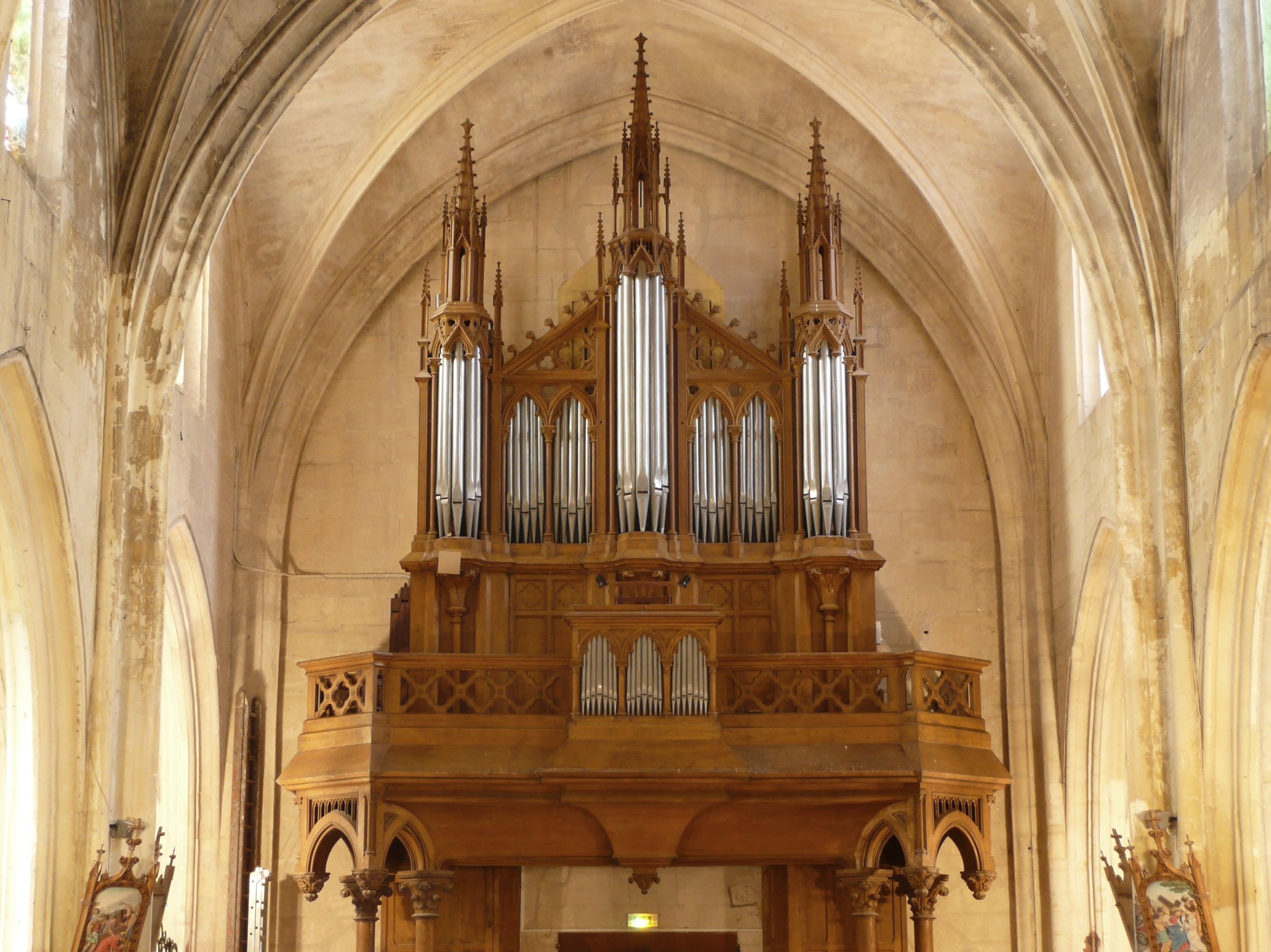
Orgue Mader.

## L'orgue François Mader[3]

### Description
Construit en 1866 par l'organier marseillais François Mader, cet orgue est un des rares témoins peu transformés au cours du temps (seulement 2 jeux remplacés : Euphone et Voix humaine) de son art. Le buffet est en bois du Nord de style néo-gothique, la tuyauterie coupée au ton et au diapason moderne (la3 = 435 Hz), les claviers sont en tilleul plaqué d'ivoire pour les touches naturelles et d'ébène pour les feintes.
L'instrument a été restauré en 1992 par Yves Cabourdin de la Manufacture d'Orgues de Carcès. Le pédalier a été augmenté à 30 notes ainsi que la tirasse du Grand-Orgue, sommiers et réservoir à lanterne ont été refaits à neuf, les tuyaux réparés et réharmonisés selon l'esthétique de Mader ; on a ajouté une tirasse Récit et rétabli le tremblant à vent perdu d'origine ; les 2 jeux disparus ont été remplacés par une Voix humaine de Mader de 1873 provenant de l'orgue de Barjols et un euphone de Zimmermann, célèbre tuyautier du XIXe siècle, fournisseur, entre autres, d'Aristide Cavaillé-Coll.
C'est en 2013 le seul grand-orgue en bon état de la ville d'Arles.

### Composition
| I Grand-Orgue             | II Récit               |
| ------------------------- | ---------------------- |
| 54 notes (Ut1 à Fa5)      | 54 notes (Ut3 à Fa5)   |
|                           |                        |
| Bourdon 16'               | Bourdon 8'             |
| Montre 8'                 | Gambe 8'               |
| Flûte harmonique 8'       | Voix céleste 4'        |
| Salicional 8'             | Flûte octaviante 4'    |
| Prestant 4'               | Cor anglais 16’        |
| Doublette 2'              | Basson-Hautbois 8'     |
| Fourniture IV rgs         | Voix humaine 8'        |
| Euphone 8'                |                        |
| Trompette 8'              | PEDALE                 |
| Clairon 4'                | 30 notes (ut 1 à fa 3) |
|                           |                        |
| Accouplement Récit / G.O. | Soubasse 16'           |
| 2 tirasses                | Flûte 8'               |
| Tremblant fort            | Basson 16'             |
| Appel anches G.O.         |                        |